# Lijst van muurgedichten in 's-Hertogenbosch
Dit is een (onvolledige) chronologische lijst van muurgedichten in 's-Hertogenbosch. Onder muurgedicht wordt hier verstaan een (deel van een) gedicht of een literaire strofe die buiten op straat te lezen is. Met grijze achtergrond gedichten die intussen verdwenen zijn.
| Geplaatst  | Titel                                     | Dichter                | Straat                                    | Afbeelding  |
| ---------- | ----------------------------------------- | ---------------------- | ----------------------------------------- | ----------- |
| 1996       | Ik ren                                    | Rob Salimans           | Hinthamerstraat 31                        |             |
| 1996       | Seconde                                   | Kim Olivier            | Hinthamerstraat 53                        |             |
| 1996       | Tik tak                                   | Sven van Hoof          | Hinthamerstraat 74                        |             |
| 1996       | Straat                                    | Maartje Fennis         | Hinthamerstraat 81                        |             |
| 1996       | Au                                        | Roos Greve             | Hinthamerstraat 86                        |             |
| 1996       | Ik zie                                    | Willem Cornet          | Hinthamerstraat 147                       |             |
| 1996       | Kerk, stad                                | Piet van Rosmalen      | Hinthamerstraat 177                       |             |
| 1996       | Vet Konyn                                 | Brenda van Os          | Hinthamerstraat 209                       |             |
| 1997       | Al reizend ervaart                        | Jan van Sleeuwen       | Station                                   |             |
| 1998       | Over de keien                             | Bert Voeten            | Binnendieze/Uilenburg                     |             |
| 2000       | Gedraoge over ijzere wegen                | auteur onbekend        | Station 's-Hertogenbosch, spoor 1a        |             |
| 2000       | Lied van de Koningskinderen               | auteur onbekend        | Fonteinstraat                             |             |
| 2003–2010? | Ik draai een kleine revolutie af          | Lucebert               | Vughterstraat                             |             |
| 2005–2020? | In gevaar                                 | Adriaan Roland Holst   | Windmolenbergstraat                       |             |
| 2010       | Druppels in de Binnendieze                | Jan de Wit             | Molenstraat 8A                            |             |
| 2012       | Zomer                                     | Catharina Boer         | Vogelstraat                               |             |
| 2016       | Hoe beelddichter Jheronimus               | Pien Storm van Leeuwen | Hinthamerstraat 175/Jheronimus Boschplein |             |
| 2016       | Jheronimus Bosch                          | Els van Stalborch      | Limietlaan                                |             |
| 2017–2018? | Bosch' Oog                                | Ab Bertholet           | Markt 33                                  |             |
| ?–2009?    | De Dingen (Marc groet 's morgens)         | Paul van Ostaijen      | Capucijnenpoort 8                         |             |
| ?–2009?    | Ik ben niet bang / Er zullen witte dieren | Jan Arends             | Hof van Zevenbergen 7                     |             |
| ?–2010?    | Jongens waren we                          | Nescio                 | Hinthamerstraat 80                        |             |
| ?–2017?    | Liefdesgedicht                            | J. Bernlef             | St. Janskerkhof 1                         |             |
| ?–2018?    | Minimal                                   | Roland Jooris          | Klein Lombardje                           |             |
| ?–2018?    | De hand van vader                         | Armand van Assche      | Oude Dieze 19                             |             |
| ?–2018?    | Vlinder                                   | M. Vasalis             | Sint Janskerkhof 8                        |             |
| ?–?        | De slaap is als een brug                  | Jan Emmens             | Molenstraat                               |             |
| ?          | Je zou de rust moeten hebben              | Willem Hussem          | Achter het Wild Varken                    | [ noot 10 ] |
| ?          | Vogel                                     | Chr.J. van Geel        | Clarastraat                               |             |
| ?          | Je bent zo mooi                           | Hans Andreus           | Clarastraat                               |             |
| ?          | Hetgene dat ick gaff                      | auteur onbekend        | Clarastraat 23-25                         |             |
| ?          | Pleisterplaats (Laat ons)                 | Daaldreef              | Guardianenhof 1                           |             |
| ?          | Hier lezen we boeken                      | auteur onbekend        | Hinthamerstraat 74/Sint Josephstraat      |             |
| ?          | Oetel                                     | Wim Kersten            | Hinthamerstraat 99/Diederiksteeg          |             |
| ?          | Op het onbeschreven blad                  | Willem Hussem          | Kerkstraat/Korte Putstraat                |             |
| ?          | Hommage à qui (Als ik sterf)              | Hans Vlek              | Korte Putstraat 17                        |             |
| ?          | Een boek                                  | Franz Kafka            | Krullartstraat                            |             |
| ?          | De Plek                                   | Herman de Coninck      | Lange Putstraat 57                        |             |
| ?          | gheQuetst                                 | auteur onbekend        | Mgr. Prinsenstraat/Hinthamerstraat        |             |
| ?          | Welbekend vogeltje                        | Chr.J. van Geel        | Postelstraat/Uilenburgstraatje            |             |
| ?          | De invloed van matige wind                | K. Schippers           | St. Jacobstraat/Hinthamerstraat           |             |
| ?          | Een man dacht                             | Toon Tellegen          | Vismarkt                                  |             |
| ?          | Dat gaat naar Den Bosch toe               | auteur onbekend        | Vismarkt/Korenbrugstraat                  |             |
| ?          | Wind, droom van een                       | Harry Mesterom         | Volderstraatje/Verwersstraat              |             |